# Nati nel 1998/Dicembre
| Questa pagina contiene informazioni ricavate automaticamente dalle voci biografiche con l'ausilio del template Bio e di un bot. L'aggiornamento è periodico e automatico e ricostruisce completamente la pagina. Se manca una persona in questa lista, sei pregato di non aggiungerla, ma accertati piuttosto che la sua voce biografica contenga il template Bio e che i dati anagrafici siano correttamente compilati. Se il template Bio manca, inseriscilo tu stesso o, in alternativa, metti l'avviso {{tmp\|Bio}} che ne segnala la mancanza. Se i dati riportati sono sbagliati, correggi direttamente la voce biografica; le modifiche saranno visibili in questa lista entro pochi giorni. Per chiarimenti vedi il progetto biografie. La lista contiene solo le 308 persone che sono citate nell'enciclopedia e per le quali è stato implementato correttamente il template Bio. Pagina aggiornata al 10 ago 2025. |

- 1º dicembre - Devon Bagby, attore statunitense
- 1º dicembre - Ishmael Baidoo, calciatore ghanese
- 1º dicembre - Andrés Colorado, calciatore colombiano
- 1º dicembre - Abdurrahim Dursun, calciatore turco
- 1º dicembre - Ta'Quon Graham, giocatore di football americano statunitense
- 1º dicembre - Supachai Jaided, calciatore thailandese
- 1º dicembre - Gonzalo Jara, calciatore cileno
- 1º dicembre - Marta Mart'janova, schermitrice russa
- 1º dicembre - Joaquín Pereyra, calciatore argentino
- 1º dicembre - Bouly Sambou, calciatore senegalese
- 2 dicembre - Celera Barnes, velocista statunitense
- 2 dicembre - Annalise Basso, attrice e modella statunitense
- 2 dicembre - Abderrahim Deghmoum, calciatore algerino
- 2 dicembre - Ishmael El-Amin, cestista statunitense
- 2 dicembre - Sophie Francis, disc jockey, musicista e produttrice discografica olandese
- 2 dicembre - Luisa Görlich, saltatrice con gli sci tedesca
- 2 dicembre - Juice Wrld, rapper e cantautore statunitense († 2019)
- 2 dicembre - Anna Kalinskaja, tennista russa
- 2 dicembre - Amber Montana, attrice statunitense
- 2 dicembre - Celeste O'Connor, attrice statunitense
- 2 dicembre - Urban Oman, cestista sloveno
- 2 dicembre - Nanami Takenaka, ginnasta giapponese
- 3 dicembre - Lorena Benítez, calciatrice e giocatrice di calcio a 5 argentina
- 3 dicembre - David Brekalo, calciatore sloveno
- 3 dicembre - Gaëtan Coucke, calciatore belga
- 3 dicembre - Abdeldjebar Djebbari, lottatore algerino
- 3 dicembre - Marcus Edwards, calciatore inglese
- 3 dicembre - Tobias Hedström, ex sciatore alpino svedese
- 3 dicembre - Chloé Herbiet, maratoneta e mezzofondista belga
- 3 dicembre - Fernando Jorge, canoista cubano
- 3 dicembre - Henji Mboyo, ginnasta svizzero
- 3 dicembre - Kevin Rosero, calciatore colombiano
- 3 dicembre - Alontae Taylor, giocatore di football americano statunitense
- 4 dicembre - Michaela Bayerlová, tennista ceca
- 4 dicembre - Chaundee Brown, cestista statunitense
- 4 dicembre - Grant Calcaterra, giocatore di football americano statunitense
- 4 dicembre - Stefan Đorđević, cestista serbo
- 4 dicembre - Tomoya Fujii, calciatore giapponese
- 4 dicembre - Taika Koilahti, lunghista finlandese
- 4 dicembre - Armand Laurienté, calciatore francese
- 4 dicembre - Alessandro Lever, cestista italiano
- 4 dicembre - Manuel Lombardo, judoka italiano
- 4 dicembre - Leonel Rivas, calciatore argentino
- 4 dicembre - Leonardo Scanferla, pallavolista italiano
- 4 dicembre - Si Yajie, tuffatrice cinese
- 4 dicembre - Marko Tući, calciatore montenegrino
- 5 dicembre - Leonardo Caetano Silva, calciatore e ex giocatore di calcio a 5 brasiliano
- 5 dicembre - Stefanos Evaggelou, calciatore greco
- 5 dicembre - Phlandrous Fleming, cestista statunitense
- 5 dicembre - Mehdi Ghayedi, calciatore iraniano
- 5 dicembre - Conan Gray, cantante e youtuber statunitense
- 5 dicembre - Randal Kolo Muani, calciatore francese
- 5 dicembre - Fabian Kratz, giocatore di football americano tedesco
- 5 dicembre - Seol Young-woo, calciatore sudcoreano
- 6 dicembre - Luis Mario Díaz Espinoza, calciatore costaricano
- 6 dicembre - Joe Fraser, ginnasta britannico
- 6 dicembre - Liset Herrera, pallavolista cubana
- 6 dicembre - Lynna Irby, velocista statunitense
- 6 dicembre - Ella Junnila, altista finlandese
- 6 dicembre - Park Ji-su, cestista sudcoreana
- 7 dicembre - Moeka Minami, calciatrice giapponese
- 7 dicembre - Manon Petit-Lenoir, snowboarder francese
- 7 dicembre - Sergio Pretta, karateka italiano
- 7 dicembre - Mina Satō, pistard giapponese
- 7 dicembre - Filippo Schiavo, hockeista su pista italiano
- 7 dicembre - Emanuele Valeri, calciatore italiano
- 8 dicembre - Tray Boyd, cestista statunitense
- 8 dicembre - Tanner Buchanan, attore statunitense
- 8 dicembre - Flavia De Cassan, cestista italiana
- 8 dicembre - Shayne Lavery, calciatore nordirlandese
- 8 dicembre - Jaka Primožič, ciclista su strada sloveno
- 8 dicembre - Owen Teague, attore statunitense
- 8 dicembre - Matthew Wilson, nuotatore australiano
- 9 dicembre - John Björkengren, calciatore svedese
- 9 dicembre - Giuseppe Caso, calciatore italiano
- 9 dicembre - Jack Coan, giocatore di football americano statunitense
- 9 dicembre - Stéphane Diarra, calciatore ivoriano
- 9 dicembre - Trenton Julian, nuotatore statunitense
- 9 dicembre - Mehdi Mohsennejad, lottatore iraniano
- 9 dicembre - Léo Santos, calciatore brasiliano
- 9 dicembre - Anastasija Voznjak, ginnasta ucraina
- 9 dicembre - Jean van der Westhuyzen, canoista sudafricano
- 10 dicembre - Lucia Bronzetti, tennista italiana
- 10 dicembre - Motoki Hasegawa, calciatore giapponese
- 10 dicembre - Zander Horvath, giocatore di football americano statunitense
- 10 dicembre - Natalie Kucowski, cestista statunitense
- 10 dicembre - Pepe Castaño, calciatore spagnolo
- 10 dicembre - Manuel Peñalver, ciclista su strada e pistard spagnolo
- 10 dicembre - Pierre Strong Jr., giocatore di football americano statunitense
- 11 dicembre - Álex Bermejo, calciatore spagnolo
- 11 dicembre - Stefano Di Cola, nuotatore italiano
- 11 dicembre - Jessica Heims, atleta paralimpica statunitense
- 11 dicembre - Cledos, rapper finlandese
- 11 dicembre - Henri Järvelaid, calciatore estone
- 11 dicembre - Kōstas Pīleas, calciatore cipriota
- 11 dicembre - Ahmed Reshid, calciatore etiope
- 11 dicembre - Dante Rigo, calciatore belga
- 11 dicembre - Itziar Sánchez-Guardamino, nuotatrice artistica spagnola
- 11 dicembre - Jaylen Sims, cestista statunitense
- 11 dicembre - Devin Vega, ex calciatore statunitense
- 11 dicembre - Ami Yuasa, danzatrice giapponese
- 12 dicembre - Jamin Davis, giocatore di football americano statunitense
- 12 dicembre - Erika-Shaye Gair, attrice canadese
- 12 dicembre - Oliver Gerbig, calciatore hongkonghese
- 12 dicembre - Batraz Gurciev, calciatore russo
- 12 dicembre - Ida Hulkko, nuotatrice finlandese
- 12 dicembre - Nicolás Laméndola, calciatore argentino
- 12 dicembre - Natán Rivera, astista salvadoregno
- 12 dicembre - João Tavares Almeida, calciatore portoghese
- 12 dicembre - SKT, rapper e produttore discografico italiano
- 13 dicembre - Osman Bukari, calciatore ghanese
- 13 dicembre - Franck Kanouté, calciatore senegalese
- 13 dicembre - Maksim Nenachov, calciatore russo
- 13 dicembre - Daviyon Nixon, giocatore di football americano canadese
- 13 dicembre - Takuto Otoguro, lottatore giapponese
- 13 dicembre - Ariagner Smith, calciatore nicaraguense
- 13 dicembre - Barnabás Szőllős, sciatore alpino ungherese
- 13 dicembre - Laura Traets, ginnasta bulgara
- 13 dicembre - Wu Shaotong, snowboarder cinese
- 14 dicembre - Lukas Engel, calciatore danese
- 14 dicembre - Julio Alonso, calciatore spagnolo
- 14 dicembre - Anastasia Dețiuc, tennista moldava
- 14 dicembre - Yan Dhanda, calciatore inglese
- 14 dicembre - Sophie Hediger, snowboarder svizzera († 2024)
- 14 dicembre - Hugo Klages, giocatore di football americano tedesco
- 14 dicembre - Ignas Kružikas, calciatore lituano
- 14 dicembre - Lukas Nmecha, calciatore tedesco
- 14 dicembre - Kevin O'Toole, calciatore statunitense
- 14 dicembre - Lorenco Vila, calciatore albanese
- 14 dicembre - Maggie Voisin, sciatrice freestyle statunitense
- 14 dicembre - Lonnie Walker, cestista statunitense
- 14 dicembre - Andrij Štohrin, calciatore ucraino
- 15 dicembre - Zidane Banjaqui, calciatore guineense
- 15 dicembre - Ömər Buludov, calciatore azero
- 15 dicembre - Maya Caldwell, cestista statunitense
- 15 dicembre - Chandler Canterbury, attore statunitense
- 15 dicembre - Somkiat Chantra, pilota motociclistico thailandese
- 15 dicembre - Polina Chonina, ex ginnasta russa
- 15 dicembre - Daniel Hardy, giocatore di football americano statunitense
- 15 dicembre - Gia Derza, attrice pornografica statunitense
- 15 dicembre - Greg Duncan, tuffatore statunitense
- 15 dicembre - Gastón García, cestista argentino
- 15 dicembre - Henadz' Lapceŭ, sollevatore bielorusso
- 15 dicembre - Raquel Navarro, nuotatrice artistica spagnola
- 15 dicembre - Odafe Oweh, giocatore di football americano statunitense
- 15 dicembre - José Paradela, calciatore argentino
- 15 dicembre - Cavetown, cantante, musicista e youtuber inglese
- 15 dicembre - Joe Tryon-Shoyinka, giocatore di football americano statunitense
- 15 dicembre - Mallik Wilks, calciatore inglese
- 16 dicembre - Emanuele Aloia, cantautore italiano
- 16 dicembre - Kalon Barnes, giocatore di football americano statunitense
- 16 dicembre - Casey Larson, saltatore con gli sci statunitense
- 16 dicembre - Edgar Xavier Marvelo, artista marziale indonesiano
- 16 dicembre - Mikael Ndjoli, calciatore inglese
- 16 dicembre - Reece Oxford, calciatore inglese
- 16 dicembre - Hami Syahin, calciatore singaporiano
- 16 dicembre - Silvia Zarzu, ginnasta rumena
- 17 dicembre - Juan Cataldi, calciatore argentino
- 17 dicembre - Nicola Cavanis, modella tedesca
- 17 dicembre - J.K. Dobbins, giocatore di football americano statunitense
- 17 dicembre - Chico Banza, calciatore angolano
- 17 dicembre - Iver Knotten, ciclista su strada e pistard norvegese
- 17 dicembre - Yael López, calciatore costaricano
- 17 dicembre - Martin Ødegaard, calciatore norvegese
- 17 dicembre - Robbie Robinson, ex calciatore cileno
- 17 dicembre - Romário Roque, cestista colombiano
- 17 dicembre - Manu Ríos, attore, cantante e modello spagnolo
- 17 dicembre - Sug Sutton, cestista statunitense
- 18 dicembre - Pedro Amador, calciatore portoghese
- 18 dicembre - Stephan Ambrosius, calciatore tedesco
- 18 dicembre - Moussa Bagayoko, calciatore maliano
- 18 dicembre - Marco Casambre, calciatore filippino
- 18 dicembre - Lungtok Dawa, calciatore bhutanese
- 18 dicembre - Paola Egonu, pallavolista italiana
- 18 dicembre - Tom Gale, altista britannico
- 18 dicembre - Silas Gnaka, calciatore ivoriano
- 18 dicembre - Andrij Kulyk, lottatore ucraino
- 18 dicembre - Simona Quadarella, nuotatrice italiana
- 18 dicembre - Calvin Stengs, calciatore olandese
- 18 dicembre - Winter Vinecki, sciatrice freestyle statunitense
- 18 dicembre - Roxanne Wiblin, pallavolista statunitense
- 18 dicembre - Axel Zingle, ciclista su strada e mountain biker francese
- 18 dicembre - Klaudia Zwolińska, canoista polacca
- 19 dicembre - Nasser Al-Dawsari, calciatore saudita
- 19 dicembre - Anastasija Archipovskaja, sincronetta russa
- 19 dicembre - Biondo, rapper, modello e attore italiano
- 19 dicembre - Odin Bjørtuft, calciatore norvegese
- 19 dicembre - Cisilia, cantante danese
- 19 dicembre - Frans Jeppsson Wall, cantante svedese
- 19 dicembre - Leandro Lozano, calciatore uruguaiano
- 19 dicembre - Stephen Mukatuka, calciatore zimbabwese
- 19 dicembre - King Princess, cantautrice statunitense
- 19 dicembre - Caroline Møller, calciatrice danese
- 19 dicembre - Genino Palace, calciatore sudafricano
- 20 dicembre - Rick van Drongelen, calciatore olandese
- 20 dicembre - Dylan Wang, attore e cantante cinese
- 20 dicembre - D'Moi Hodge, cestista anglo-verginiano
- 20 dicembre - Kylian Mbappé, calciatore francese
- 20 dicembre - Mohammad Mohebi, calciatore iraniano
- 20 dicembre - Pablo Enrique Ruíz, calciatore argentino
- 21 dicembre - Pietro Beruatto, calciatore italiano
- 21 dicembre - Cameron Krutwig, cestista statunitense
- 21 dicembre - Matt Lewis, cestista statunitense
- 21 dicembre - Dariel Morejón, calciatore cubano
- 21 dicembre - Nahuel Roldán, calciatore uruguaiano
- 21 dicembre - Delaney Schnell, tuffatrice statunitense
- 21 dicembre - Jeffrey John Wolf, tennista statunitense
- 21 dicembre - Matheus Anjos, calciatore brasiliano
- 22 dicembre - Christer Berg, giocatore di football americano finlandese
- 22 dicembre - Álex Blanco, calciatore spagnolo
- 22 dicembre - Daniel Boloca, calciatore italiano
- 22 dicembre - Linda Caponi, nuotatrice italiana
- 22 dicembre - Camille Cerutti, sciatrice alpina francese
- 22 dicembre - Daniil Charitonov, pianista e compositore russo
- 22 dicembre - Dauson Dales, giocatore di football americano statunitense
- 22 dicembre - Juliette Ducordeau, fondista francese
- 22 dicembre - Kendrick Green, giocatore di football americano statunitense
- 22 dicembre - G. Hannelius, attrice e cantante statunitense
- 22 dicembre - Kaan Kairinen, calciatore finlandese
- 22 dicembre - James Penrice, calciatore scozzese
- 22 dicembre - Uroš Plavšić, cestista serbo
- 22 dicembre - Ri Se-ung, lottatore nordcoreano
- 22 dicembre - Casper Ruud, tennista norvegese
- 22 dicembre - Ethan Santos, calciatore gibilterriano
- 22 dicembre - Latto, rapper statunitense
- 22 dicembre - Reid Watts, slittinista canadese
- 23 dicembre - Andreas Alamommo, saltatore con gli sci finlandese
- 23 dicembre - Fayzulla Alimov, schermidore uzbeko
- 23 dicembre - Oday Dabbagh, calciatore palestinese
- 23 dicembre - Mario Dajsinani, calciatore albanese
- 23 dicembre - Kaden Groves, ciclista su strada australiano
- 23 dicembre - Nate Pierre-Louis, cestista statunitense
- 23 dicembre - Hugh Watanabe, cestista statunitense
- 23 dicembre - Julia Wieniawa, attrice e cantante polacca
- 23 dicembre - Moses Wright, cestista statunitense
- 24 dicembre - Alexis Mac Allister, calciatore argentino
- 24 dicembre - Declan McKenna, cantautore e musicista britannico
- 24 dicembre - Grégoire Munster, pilota di rally lussemburghese
- 24 dicembre - Mustapha Sangaré, calciatore maliano
- 24 dicembre - Jahmali Waite, calciatore giamaicano
- 25 dicembre - Olbis Futo Andrè, cestista italiana
- 25 dicembre - Tamsin Cook, nuotatrice australiana
- 25 dicembre - Mohamed Doumbia, calciatore ivoriano
- 25 dicembre - Giorgia Morera, ginnasta italiana
- 25 dicembre - David Tweh, calciatore liberiano
- 26 dicembre - Jasin-Amin Assehnoun, calciatore finlandese
- 26 dicembre - Beliz Başkır, pallavolista turca
- 26 dicembre - Dominika Grabowska, calciatrice polacca
- 26 dicembre - Gustavo Gutiérrez, nuotatore peruviano
- 26 dicembre - Emelie Hollow, cantautrice norvegese
- 27 dicembre - Muhammed Badamosi, calciatore gambiano
- 27 dicembre - Luka Garza, cestista statunitense
- 27 dicembre - Maria Giubilei, velista italiana
- 27 dicembre - Milena Jakšić, cestista montenegrina
- 27 dicembre - Joshua Kaindoh, giocatore di football americano statunitense
- 27 dicembre - Josh Maja, calciatore inglese
- 27 dicembre - Danny McNamara, calciatore irlandese
- 27 dicembre - Briar Nolet, ballerina e attrice canadese
- 28 dicembre - Ousmane Camara, calciatore guineano
- 28 dicembre - Tariq Carpenter, giocatore di football americano statunitense
- 28 dicembre - Adler Da Silva, calciatore svizzero
- 28 dicembre - Jacob Davenport, calciatore inglese
- 28 dicembre - Jared Gilman, attore statunitense
- 28 dicembre - Joaquim, calciatore brasiliano
- 28 dicembre - Enkhriilen Lkhagvatogoo, judoka mongola
- 28 dicembre - Hiang'a Mbock, calciatore francese
- 28 dicembre - Joaquim Henrique, calciatore brasiliano
- 28 dicembre - Sir'Jabari Rice, cestista statunitense
- 28 dicembre - Luis Miguel Rodríguez Rodríguez, ex calciatore uruguaiano
- 28 dicembre - Mohammed Sangare, calciatore liberiano
- 28 dicembre - Ștefan Vlădoiu, calciatore rumeno
- 29 dicembre - Paris Berelc, attrice e modella statunitense
- 29 dicembre - Carlo Casap, calciatore rumeno
- 29 dicembre - Seamus Davey-Fitzpatrick, attore statunitense
- 29 dicembre - Jessika Gbai, velocista statunitense
- 29 dicembre - Jayvon Graves, cestista statunitense
- 29 dicembre - Mark Harris, calciatore gallese
- 29 dicembre - Cameron MacPherson, calciatore scozzese
- 29 dicembre - Victor Osimhen, calciatore nigeriano
- 29 dicembre - Kalpi Ouattara, calciatore ivoriano
- 29 dicembre - Harry Pickering, calciatore inglese
- 29 dicembre - Aisha Rocek, canottiera italiana
- 29 dicembre - Patrick Rocek, canottiere italiano
- 29 dicembre - Galin Smith, cestista statunitense
- 29 dicembre - Brandon Thomas-Asante, calciatore ghanese
- 29 dicembre - Emily Willis, ex attrice pornografica argentina
- 30 dicembre - Tyler Abramson, pallanuotista statunitense
- 30 dicembre - Joshuah Bledsoe, giocatore di football americano statunitense
- 30 dicembre - Zachary Brault-Guillard, calciatore canadese
- 30 dicembre - Razack Cissé, calciatore ivoriano
- 30 dicembre - Jake Doyle-Hayes, calciatore irlandese
- 30 dicembre - Mia Griffin, pistard e ciclista su strada irlandese
- 30 dicembre - Jutta Leerdam, pattinatrice di velocità su ghiaccio olandese
- 30 dicembre - Gary Magnée, calciatore belga
- 30 dicembre - Eline Timmerman, pallavolista olandese
- 30 dicembre - Alec Van Hoorenbeeck, calciatore belga
- 31 dicembre - Chok Dau, calciatore sudsudanese
- 31 dicembre - Ulrike De Frère, calciatrice belga
- 31 dicembre - Atoumane Diagne, cestista senegalese
- 31 dicembre - Callum Elson, mezzofondista britannico
- 31 dicembre - Gianina Ernst, saltatrice con gli sci svizzera
- 31 dicembre - Petra Jászapáti, pattinatrice di short track ungherese
- 31 dicembre - Aišat Kadyrova, stilista e politica russa
- 31 dicembre - Sander Moen Foss, calciatore norvegese
- 31 dicembre - Patrick O'Connell, giocatore di football americano statunitense
- 31 dicembre - Anthony Racioppi, calciatore svizzero
- 31 dicembre - Alina San'ko, modella russa
- 31 dicembre - Hunter Schafer, attrice, supermodella e attivista statunitense